# Lampranthus foliosus
Lampranthus foliosus är en isörtsväxtart som beskrevs av L. Bol. Lampranthus foliosus ingår i släktet Lampranthus och familjen isörtsväxter. Inga underarter finns listade i Catalogue of Life.